# 2010年フィリピン香港人拉致事件
2010年フィリピン香港人拉致事件は、2010年8月23日にフィリピンマニラ市で発生したフィリピン元警察官による香港人25人の人質拉致事件である。

## 事件の経過
- 10時30分頃 - 元警察官のロランド・メンドーサが市内観光をしていた香港からの旅行客が乗ったバスに、旅行客を装い乗り込もうとした事から始まった。これをツアーガイドに断られたところ、メンドーサは所持していた小銃を構え、観光バスごと乗員を強引に拉致した。

この時点で、現地ツアーガイドやコンダクター、運転手及び、旅行客併せて合計23名が人質となった。その時に添乗していたツアーコンダクターが騒乱に紛れる形でEメールでの一報をいれた。この一報で観光バス所属の会社が香港旅遊業議会、旅遊注冊署、香港保安局、在香港フィリピン総領事館、在フィリピン中国大使館に救援を求めることとなる。
- 11時頃 - 解放された人質のうち最も早く放されたのは、66歳の老婦人と現地ガイドだったが、現地カメラマン2人が代わりに人質となりバスに乗り込む事となった。続いて午後12時30分頃には女性1人と子供3人が続いて解放された。解放された女性は、実の娘2人以外に、別の男の子1人も自分の息子だと偽り下車した。
- 14時15分 - メンドーサはバスのガラスで「big deal will start after 3PM today」（今日の午後3時以降に大変なことが起きるだろう）、「big mistake to correct a big wrong decision」（大きな間違いで大きな誤った判断を正す）のメモを掲示した。この時、メンドーサの弟が現場で交渉することになった。
- 18時頃 - フィリピン政府が事件犯人のメンドーサへ「要求は検討する」という、実質拒否通知の手紙を送り、これを読んだメンドーサは怒りを見せた。
- 18時14分 - 威嚇射撃を行い、要求を受け入れない場合は人質を殺害すると告げる。
- 19時09分 - 交渉しつつも兄の主張を代弁していたメンドーサの弟が警察に拘束された。この事件を生放送していたテレビ局があり、メンドーサも弟が拘束される状況をバス車内のモニターで見られる環境であったため、更に怒り狂った。
- 19時09分 - ラジオ局記者が説得に乗り出すがメンドーサは拒否する。
- 19時20〜23分 - 3名の人質(うち1人は反抗に出た)が殺害された。
- 19時25分頃 -　バス運転手が脱出に成功したが、人質が全員死んだと証言してしまったため警察は強行突入を決める(ただしこの状況では3人死亡であった)。
- 19時38分 - 突入作戦として手始めに窓ガラスを割ろうとするが強化ガラスの為に中々割れず、乗降口のドアを引き外す作戦に出たもののこちらも一人目の遺体が邪魔して外せず、非常口に切り替えようとしたところ犯人が人質を盾に発砲し始め銃撃戦へ展開。少なくとも23回の銃声が聞こえていたとのこと。これにより犯人は立て続けに人質を殺害している。
- 20時42分 - メンドーサ射殺。
- 翌日 - 被害者8人死亡確認。

この事件はマルコス政権時代多発していた汚職を摘発するなど警察官として手腕を発揮し上級職まで登り詰めていた犯人が、「不当解雇された事への撤回」を主張するためにバスジャックを起こしたと発言した旨の乗客の証言や報道がなされている。弟は事件後、フジテレビの番組取材に対し、犯行当時のマニラ市長の息子を薬物売買で逮捕し、その事で解雇された一件がきっかけだと主張している(現地の報告書にはこの事は一切触れられていない)。